# Резерв (Монтана)
Резерв (англ. Reserve) — переписна місцевість (CDP) в США, в окрузі Шерідан штату Монтана. Населення — 33 особи (2020).

## Географія
Резерв розташований за координатами 48°36′9″ пн. ш. 104°28′3″ зх. д. / 48.60250° пн. ш. 104.46750° зх. д. (48.602549, -104.467506).  За даними Бюро перепису населення США в 2010 році переписна місцевість мала площу 3,52 км², уся площа — суходіл.

## Демографія
Згідно з переписом 2010 року, у переписній місцевості мешкали 23 особи в 16 домогосподарствах у складі 5 родин. Густота населення становила 7 осіб/км².  Було 22 помешкання (6/км²).
Расовий склад населення:
| - 91,3 % — білих - 4,3 % — корінних американців |

До двох чи більше рас належало 4,3 %. Частка іспаномовних становила 0,0 % від усіх жителів.
За віковим діапазоном населення розподілялося таким чином: 0,0 % — особи молодші 18 років, 78,3 % — особи у віці 18—64 років, 21,7 % — особи у віці 65 років та старші. Медіана віку мешканця становила 57,5 року. На 100 осіб жіночої статі у переписній місцевості припадало 91,7 чоловіків;  на 100 жінок у віці від 18 років та старших — 91,7 чоловіків також старших 18 років.
Середній дохід на одне домашнє господарство  становив 152 790 доларів США (медіана — 111 250), а середній дохід на одну сім'ю — 152 790 доларів (медіана — 111 250). 
Цивільне працевлаштоване населення становило 16 осіб. Основні галузі зайнятості: роздрібна торгівля — 37,5 %, сільське господарство, лісництво, риболовля — 25,0 %, транспорт — 12,5 %, науковці, спеціалісти, менеджери — 12,5 %.